# Bobirjon Omonov
Bobirjon Omonov, né le 11 octobre 2000 à Andijan, est un athlète handisport ouzbek spécialisé dans le lancer du poids dans la catégorie F41. Il est médaillé d'or aux Jeux paralympiques, aux Championnats du monde d'athlétisme handisport et aux Jeux para-asiatiques.

## Carrière
En 2016, il commence à s'entraîner en athlétisme paralympique sous la direction de l'entraîneur Mavlon Khaidarov. À partir de 2017, il commence à participer à des compétitions internationales.
Aux Jeux paralympiques asiatiques de 2018, il remporte la médaille d'or dans l'épreuve du lancer de poids F41 avec une distance de 12,31 mètres.
Aux Championnats du monde d'athlétisme handisport de 2019, il remporte la médaille d'or dans l'épreuve du lancer de poids F41 avec une distance de 14,03 mètres, et obtient ainsi sa qualification pour les Jeux paralympiques d'été de 2020,,,.
Omonov représente l'Ouzbékistan dans l'épreuve du lancer de poids F41 aux Jeux paralympiques d'été de 2020 et remporte la médaille d'or avec une distance de 14,06 mètres, établissant ainsi un nouveau record paralympique,,. En 2021, le président de l'Ouzbékistan, Shavkat Mirziyoyev, décerne à Omonov le titre honorifique de « Uzbekiston iftixori » (« Fierté de l'Ouzbékistan »),.
Aux Championnats du monde d'athlétisme handisport de 2023, il remporte la médaille d'or dans l'épreuve du lancer de poids F41 avec une distance de 14,73 mètres,,.
Bobirjon Omonov participe à la finale du lancer de poids F41 masculin lors de la cinquième journée des Championnats du monde d'athlétisme handisport 2023, qui se déroule au stade Charléty le 12 juillet 2023 à Paris, en France.